# Бытомское княжество
Бытомское княжество или герцогство Бойтен (пол. Księstwo bytomskie, чеш. Bytomské knížectví, нем. Herzogtum Beuthen) — одно из Силезских княжеств со столицей в городе Бытом (Бойтен).

## История
Самостоятельное Бытомское княжество было образовано в 1284 году, когда братья князья Болеслав I Опольский и Казимир II Бытомский разделили принадлежащее им совместно Опольское княжество. Собственно Опольское княжество с городами Ополе, Немодлин и Стрельце досталось Болеславу, а для Казимира было выделено Бытомское княжество c городами  Бытом, Козле, Тошек, Гливице и Севеж.
Казимир Бытомский разделил княжество между своими пятью сыновьями, но четверо из них умерли бездетными, поэтому к 1328 году все его владения вернулись ко второму сыну, Владиславу. Из-за финансовых проблем Владислав Бытомский стал распродавать свои земли: в 1334 году он продал Козленское княжество, а в 1337 году – Севежское княжество. Со смертью единственного наследника Владислава Болеслава Бытомского в 1355 году мужская линия бытомских князей пресеклась. После двухлетней тяжбы княжество было разделено между князьями Конрадом Олесницким и Казимиром I Цешинским, выступавшими в качестве представителей сестры и дочерей последнего бытомского князя. Бытомское княжество оставалось разделенным между олесницкими и цешинскими князьями до 1459 года, когда князь Вацлав I Цешинский продал принадлежащую ему половину княжества князю Конраду IX Олесницкому. 
В 1472 году чешский король Матвей Корвин захватил Бытомское княжество и передал его в залог магнату Яну Старшему из Жеротина. В 1498 году опольский князь Ян II Добрый выкупил его у Яна из Жеротина. К 1521 году Ян II Добрый завладел почти всей Верхней Силезией и объединил все свои земли в единое Опольско-ратиборское княжество. После смерти бездетного князя Яна II в 1532 году все его владения стали частью земель чешской короны. При этом в том же году король Чехии Фердинанд I Габсбург передал Опольско-ратиборское княжество Георгу, маркграфу Бранденбург-Ансбах. После смерти Георга в 1551 году княжество вернулось к королям Чехии и оставалось во владении Габсбургов до 1742 года, когда было аннексировано Пруссией.

## Князья Бытома
| # | Имя (годы жизни)                                          | Родители                                    | Годы правления | Примечания                                                                  |
| - | --------------------------------------------------------- | ------------------------------------------- | -------------- | --------------------------------------------------------------------------- |
| 1 | Казимир II Бытомский (1253/1257 — 10 марта 1312)          | Владислав Опольский Евфимия Великопольская  | 1284–1312      | князь Опольский (с 1281/1282 по 1284 год)                                   |
| 2 | Земовит Бытомский (ок. 1292 — между 1342 и 1355)          | Казимир II Бытомский Елена                  | 1312–1316      | князь Гливицкий (с 1340 по 1342/1355 год)                                   |
| 3 | Владислав Бытомский (1277/1283 — до 8 сентября 1352)      | Казимир II Бытомский Елена                  | 1316–1352      | князь Козленский (с 1303 по 1334 год), князь Севежский (с 1328 по 1337 год) |
| 4 | Ежи Бытомский (ок.1300 — ок.1327)                         | Казимир II Бытомский Елена                  | 1316–1327      |                                                                             |
| 5 | Болеслав Бытомский (ок.1332 — 1355)                       | Владислав Бытомский Лудгарда Мекленбургская | 1352–1355      | князь Козленский (с 1342/1347 по 1355 год)                                  |
| 6 | Маргарита из Штернберка (? — 1365) (жена князя Болеслава) | Ярослава из Штернберка Маргарита из Билины  | 1355–1357      | Вдовий удел                                                                 |

| Разделение княжества (1357-1459) |                                                   |                      |    |                                                                  |                |
| #                                | Цешинская половина княжества Имя (годы жизни)     | Годы правления       | #  | Олесницкая половина княжества Имя (годы жизни)                   | Годы правления |
| 1                                | Казимир I Цешинский (1280/1290 — 1358)            | 1357–1358            | 1  | Конрад I Олесницкий (1292/1298 — 22/27 декабря 1366)             | 1357–1366      |
| 2                                | Пшемыслав I Носак (1332/1336 — 23 августа 1410)   | 1358–1405            | 2  | Конрад II Олесницкий (1338/1340 — 10 июня 1403)                  | 1366–1403      |
| 3                                | Болеслав I Цешинский (ок. 1363 — 6 мая 1431)      | 1405–1431            | 3  | Конрад III Старый (1354/1359 — 20/22 декабря 1412)               | 1377–1412      |
| 4                                | Вацлав I Цешинский (1413/1416 — 1474)             | 1431–1452, 1452–1459 | 4  | Конрад IV Старший (1380/1390 — 9 августа 1447)                   | 1412–1416      |
| 4                                | Вацлав I Цешинский (1413/1416 — 1474)             | 1431–1452, 1452–1459 | 5  | Конрад V Кацкий (1381/1387 — 10 сентября 1439)                   | 1412–1427      |
| 5                                | Владислав Глогувский (ок. 1420 — 14 февраля 1460) | 1431–1442            | 6  | Конрад VI Декан (1387/1391 — 3 сентября 1427)                    | 1416–1427      |
| 5                                | Владислав Глогувский (ок. 1420 — 14 февраля 1460) | 1431–1442            | 7  | Конрад VII Белый (ок.1390 — 14 февраля 1452)                     | 1416–1450      |
| 6                                | Пшемыслав II Цешинский (ок. 1420 — 18 марта 1477) | 1431–1442            | 8  | Конрад VIII Младший (1395/1400 — 5 сентября 1444/8 февраля 1447) | 1416–1427      |
| 6                                | Пшемыслав II Цешинский (ок. 1420 — 18 марта 1477) | 1431–1442            | 9  | Конрад X Белый (ок.1420 — 21 сентября 1492)                      | 1450–1452      |
| 7                                | Болеслав II Цешинский (ок. 1428 — 4 октября 1452) | 1431–1442, 1452      | 10 | Конрад IX Черный (1415/1420 — 14 августа 1471)                   | 1450–1459      |
| Объединение княжества (1459)     |                                                   |                      |    |                                                                  |                |

| #                                              | Имя (годы жизни)                               | Родители                                       | Годы правления | Примечания |
| ---------------------------------------------- | ---------------------------------------------- | ---------------------------------------------- | -------------- | --- |
| 7                                              | Конрад IX Черный (1415/1420 — 14 августа 1471) | Конрад V Олесницкий Маргарита                  | 1459–1471      | князь Сцинавский (с 1450 по 1452 годы), князь Олесницкий (с 1450 по 1471 годы), князь Козленский (с 1450 по 1471 годы), князь Волувский (с 1450 по 1452 годы)                                                                                         |
| 8                                              | Конрад X Белый (ок.1420 — 21 сентября 1492)    | Конрад V Олесницкий Маргарита                  | 1471–1472      | князь Сцинавский (с 1450 по 1492 годы), князь Олесницкий (с 1450 по 1452, с 1478 по 1472/1489 и с 1490 по 1492 годы), князь Козленский (с 1450 по 1452, с 1471 по 1489 и с 1490 по 1492 годы), князь Волувский (с 1450 по 1489 и с 1490 по 1492 годы) |
| В составе земель Чешской короны                | В составе земель Чешской короны                | В составе земель Чешской короны                | 1472–1498      | |
| 9                                              | Ян II Добрый (ок.1460 — 27 марта 1532)         | Николай I Опольский Магдалена Бжегская         | 1498–1521      | князь Бжегский (с 1476 по 1481 год), князь Стшелецкий (с 1476 по 1532 год), князь Немодлинский (с 1497 по 1532 год), князь Олесницкий (с 1476 по 1521 год), князь Козленский (с 1509 по 1521 год), князь Опольско-ратиборский (с 1521 по 1532 год)    |
| Вошло в состав Опольско-ратиборского княжества | Вошло в состав Опольско-ратиборского княжества | Вошло в состав Опольско-ратиборского княжества | 1521           | |